# Workers World Party
Workers World Party (WWP) is een communistische politieke partij in de Verenigde Staten. De WWP is een revolutionaire marxistisch-leninistische partij. Ze brengt het weekblad Workers World uit. De organisatie is gevestigd in New York. Het is een van tientallen zeer kleine extreemlinkse groeperingen in de Verenigde Staten.
De Workers World Party werd in 1959 opgericht door Sam Marcy als afsplitsing van de trotskistische Socialist Workers Party (SWP). De oprichters van de WWP hadden Henry A. Wallaces Progressive Party in 1948 gesteund, zagen de Volksrepubliek China als een arbeidersstaat en verdedigden de Sovjet-interventie in de Hongaarse Opstand van 1956, standpunten waarmee ze botsten met de meerderheid in SWP. In 2004 verliet de afdeling San Francisco de WWP om zich aan te sluiten bij de nieuwe Party for Socialism and Liberation (PSL).
Bij Amerikaanse presidentsverkiezingen heeft WWP meermaals kandidaten naar voren geschoven. Het meest succesvol waren Monica Moorehead en Gloria La Riva in 1996, met 29.083 stemmen.

## Bekende (ex-)leden
- Vincent Copeland
- Leslie Feinberg
- Sara Flounders
- Deirdre Griswold
- Gloria La Riva
- Lamont Lilly
- Sam Marcy
- Monica Moorehead

Grote partijen:
Democratische Partij · Republikeinse Partij
Third party's:
America's Party · 
American Freedom Party · 
American Party · 
American Populist Party · 
American Solidarity Party · 
Black Riders Liberation Party · 
Christian Liberty Party · 
Citizens Party · 
Communist Party USA · 
Constitution Party · 
Democratic Socialists of America · 
Freedom Road Socialist Organization · 
Freedom Socialist Party · 
Groene Partij · 
Humane Party · 
Independent American Party · 
Justice Party · 
Libertarische Partij · 
Marijuana Party · 
Modern Whig Party · 
National Socialist Movement · 
New Afrikan Black Panther Party · 
New Black Panther Party · 
Objectivist Party · 
Pacifist Party · 
Party for Socialism and Liberation · 
Peace and Freedom Party · 
Pirate Party · 
Progressive Labor Party · 
Prohibition Party · 
Reform Party · 
Revolutionary Communist Party · 
Socialist Action · 
Socialist Alternative · 
Socialist Equality Party · 
Socialist Party · 
Socialist Workers Party · 
Unity Party · 
Veterans Party · 
Workers World Party ·
Working Families Party ·
World Socialist Party